# Дони и Момчил
Дони и Момчил е български поп рок дует, съществувал през 1990-те години.
Членовете на дуета са Добрин Векилов (Дони) и Момчил Колев (Момчил). Те са автори на музиката, текстовете и аранжиментите на песните, които изпълняват. Продадени са над 500 000 броя от техните албуми.

## Изпълнители

### Членове на дуета
- Дони (Добрин Векилов) – вокали, бас китари
- Момчил (Момчил Колев) – клавишни, програмиране, вокали

### Участници
- Теодосий Спасов – кавал
- Иван Лечев – електрически и акустични китари
- Данаил Милев – акустични китари и тамбура
- Лъчезар Думанов – електрически и акустични китари
- Димитър Кърнев – китара
- Николай Димитров – виола
- Михаил Шишков – хармоника и китара
- Веселин Веселинов (Еко) – контрабас
- Юрий Божинов – контрабас и бас китара
- Стоян Янкулов (Стунджи) – тъпан
- Калин Вельов – ударни и перкусии
- проф. Георги Робев – диригент със симфоничен оркестър
- Костадин Георгиев-Калки – блокфлейта и вокали
- Николай Горанов – бас
- Кольо Гилъна (от Контрол), Любомир Малковски (от Ер малък), Бойко Петков (от Клас), Камен Кацата – вокали
- Васко Кръпката (от Подуене блус бенд) – вокали
- Ивайло Христов – вокал и речитатив
- Иво Казасов (Акага) – тромпет

## Дискография

### Студийни албуми
- 1993 – „Албумът“
- 1994 – „Вторият“
- 1997 – „Създадено в България“
- 1997 – „Облаче ле бяло“
- 1998 – „Хитовете“

### Ремикс албуми
- 2003 – „Колекцията“
- 2003 – „Баладите“

### Видео компилации
- 1995 – „Филмът“
- 1995 – „Акустичният концерт“

### Сингли
- 1993 – „Уморени крила“
- 1993 – „Не умирай“
- 1993 – „Ближи си сладоледа“
- 1994 – „Утринна сянка“
- 1996 – „Твоята тишина“
- 1996 – „Нестинарка“
- 1998 – „Червило“
- 1999 – „Стая с лилави стени“
- 1999 – „Мания“

## Произведения
Техни произведения са песните: „Ближи си сладоледа“, „Дива роза“, „Картина“, „Малкия принц“, „Мания“, „Нестинарка“, „Не на страха“, „Не умирай“, „Сляпо момиче“, „Слънцето на войника“, „Снежен сън“, „Стая с лилави стени“, „Твойта тишина“, „Уморени крила“, „Утринна сянка“, „Червило“, „Шапка на цветни петна“.

## Награди и отличия
През 2002 година Дони и Момчил са най-младите изпълнители, които получават наградата „Сребърна статуетка“ на телевизия ММ, за цялостен принос в българската музика. През 2012 г. получават наградата „БГ вдъхновители“ на БГ Радио, която е за цялостен принос.